# Edward Evans
Edward Ratcliffe Garth Russell Evans, 1º barão Mountevans, KCB, DSO, SGM • ComTE (Londres, 28 de outubro de 1880 – 20 de agosto de 1957), conhecido como "Teddy" Evans, foi um oficial naval britânico e explorador da Antártida.
Serviu como imediato na expedição Terra Nova, liderada por Robert Falcon Scott, ao Pólo Sul em 1910–13, e foi o comandante do navio dessa expedição, o Terra Nova.
Edward Evans nasceu em Londres em 1881, filho do advogado Frank Evans. Expulso da Merchant Taylors' School, London por faltar às aulas, conseguiu, no entanto, completar a escolaridade mínima e entrar para o navio-escola HMS Worcester da marinha mercante obtendo, dois anos depois, o grau de cadete em 1896. Frequentou o Real Colégio Naval entre 1900-02. Em 1902 recebeu o posto de Tenente, e no mesmo ano serviu como 2.º oficial no Morning, o navio de salvamento da primeira expedição de Scott à Antártida, em 1901-04.

## Expedição à Terra Nova
Scott ofereceu a Evans o lugar de imediato na expedição como meio de o persuadir a desistir dos seus planos para uma expedição à Terra do Rei Eduardo VII. No entanto, as relações entre ambos nunca foram as melhores, pois Scott via Evans como um rival.
Na Antártida, Evans ficou, inicialmente, responsável pelo grupo de trenós motorizados. Depois de os trenós se avariarem, continuou para sul, puxando manualmente os trenós, como líder do último grupo de apoio a Scott para o Pólo. Quando sobe que não ia fazer parte do Grupo Polar, Evans regressou a 4 de janeiro de 1912, deixando Henry Robertson Bowers, do seu grupo, no grupo de Scott. Na viagem de regresso, Evans ficou gravemente doente com escorbuto e, em 11 de fevereiro, a cerca de 180 km do campo base, já não conseguia ficar de pé sem ajuda, e teve que ser colocado no trenó, puxado por dois colegas, Tom Crean e William Lashly. Evans deu-lhes ordens para que o deixassem para trás, pois temia que os três morressem, mas eles recusaram. Mais tarde, Evans diria que esta tinha sido a única vez, na sua carreira naval, que lhe tinham desobedecido à ordens. O estado de Evans foi registado no diário de Lashly, que escreveu que Evans estava "a ficar azul e preto, e também com outras cores", e que estava com muitas dores e incapaz de se manter de pé. Evans escreveria: "Triste e sérios, eles montaram a nossa e colocaram-me lá dentro outra vez. Pensei que estivesse a ser colocado na minha sepultura.....". Por esta altura, sem mantimentos suficientes para os três homens, para 56 km, Crean voluntariou-se para ir sozinho buscar ajuda. A 19 de Fevereiro, depois de uma viagem a pé de 18 horas, Crean chegou a Hut Point onde encontrou dois membros da expedição, o físico Edward L. Atkinson e o especialista em cães Dimitri Gerov, que partiu para resgatar Evans e Lashly. Todos juntos, os três caminharam 2 414 km.
Devido ao seu problema de saúde, Evans foi enviado para casa no Terra Nova em março de 1912. Recuperado, Evans regressou no ano seguinte para o comando do navio, para trazer os sobreviventes da expedição.

## Carreira naval

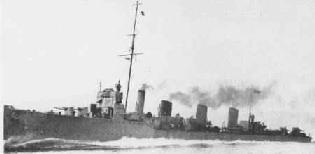
Flotilla leader HMS Broke

Após o serviço prestado na Antártida, Evans teve uma carreira naval de sucesso. No início da Primeira Grande Guerra, Evans foi promovido a Comandante.
A 20 de abril de 1917, durante uma patrulha nocturna na Barragem Dover, perto de Goodwin Sands, Evans comandou o Contratorpedeiro HMS Broke numa acção contra seis contratorpedeiros da marinha alemã que estavam a bombardear Dover. Em conjunto com o HMS Swift, Evans iniciou a acção que ficaria conhecida como a Batalha do Estreito de Dover. Um torpedo do Swift afundou um dos contratorpedeiros alemães, o G-85. De seguida, o Broke destruiu outro, o G-42. Os dois navios ficaram juntos e durante algum tempo e ocorreram combates de curta distância, até que o Broke se conseguiu afastar. O navio alemão afundou-se enquanto os outros escapavam. Com sérios danos, o Broke foi rebocado, enquanto o Swift conseguiu seguir sem necessidade de ajuda. Após a batalha, Evans foi promovido a Capitão e foi-lhe concedida a Ordem de Serviços Distintos, tornando-o um herói popular, e chamado, pela imprensa, por "Evans do Broke".
Enquanto estava no comando do HMS Carlisle, na Estação da China, Evans salvou 200 sobreviventes do SS Hong Moh. As suas acções, que incluíram atirar-se ao mar para dar a direcção do navio afundado, fizeram-no receber vários prémios por salvamento de vidas.
A 7 de Dezembro de 1918 foi feito Comendador da Ordem Militar da Torre e Espada, do Valor, Lealdade e Mérito de Portugal sendo, na altura, Capitão.
Em fevereiro de 1928, foi promovido a Contra-Almirante e passou a comandar a Real Frota Naval Australiana (designação formal: "Contra-Almirante em Comando do Esquadrão Australiano de Sua Majestade"). Em novembro de 1932, é promovido a Vice-Almirante. Foi comandante-em-chefe da Estação de África e Alto-Comissário dos Protectorados Britânicos entre 1933 e 1935. Em 1935, é homenageado com o grau de cavaleiro da. De 1935 a 1939 é comandante-em-chefe de Nore, e foi promovido a Almirante em julho de 1936. Em 1949 participou na Campanha da Noruega, após a qual se retirou da Marinha Real, em 9 de janeiro de 1941. Durante o período restante da Segunda Guerra Mundial, desempenhou a função de Comissário Regional de Defesa Civil de Londres. Em dezembro de 1945, recebeu o título de barão: Lord Mountevans, do Chelsea.
Foi reitor da Universidade de Aberdeen de 1936 a 1942.